# Matteo Tagliariol
Matteo Tagliariol (* 7. ledna 1983 Treviso, Itálie) je italský sportovní šermíř, který se specializuje na šerm kordem.
Itálii reprezentuje v mužích od roku 2005. Na olympijských hrách startoval v roce 2008 a v soutěži jednotlivců vybojoval zlatou olympijskou medaili. V roce 2009 obsadil druhé místo na mistrovství světa. S italským družstvem kordistů získal v roce 2008 bronzovou olympijskou medaili.